# Курбусахский наслег
Курбусахский наслег — сельское поселение в Усть-Алданском улусе Якутии Российской Федерации.
Административный центр — село Ус-Кюёль.

## История
Статус и границы сельского поселения установлены Законом Республики Саха (Якутия) от 30 ноября 2004 года N 173-З N 353-III «Об установлении границ и о наделении статусом городского и сельского поселений муниципальных образований Республики Саха (Якутия)».

## Состав сельского поселения
| № | Населённый пункт | Тип населённого пункта       | Население |
| - | ---------------- | ---------------------------- | --------- |
| 1 | Балаганнах       | посёлок                      | ↘50       |
| 2 | Окоемовка        | посёлок                      | ↘209      |
| 3 | Ус-Кюёль         | село, административный центр | ↘740      |

## Население
| 2002  | 2010  | 2011  | 2012  | 2013  | 2014  | 2015  |
| ----- | ----- | ----- | ----- | ----- | ----- | ----- |
| 1236  | ↘1105 | ↘1104 | ↘1077 | ↘1042 | ↘1013 | ↘1000 |
| 2016  | 2017  | 2018  | 2019  | 2020  | 2021  |       |
| ↗1013 | ↘991  | ↘967  | →967  | ↗972  | ↗973  |       |

### Известные люди
- Аммосов Дмитрий Фёдорович
- Аммосов Пётр Николаевич
- Аммосов Терентий Васильевич
- Бурнашев Николай Дмитриевич
- Бурцева, Елизавета Ивановна
- Окоёмов Николай Николаевич
- Пухов Иннокентий Васильевич